# Charles Van Enger
Charles J. Van Enger (* 29. Juli 1890 in Port Jervis, New York; † 4. Juli 1980 in Woodland Hills, Kalifornien) war ein US-amerikanischer Kameramann.

## Leben und Wirken
Ehe er zum Kino stieß, nahm der New Yorker Charles Van Enger andere Jobs an, etwa im 71. Regiment der New Yorker National Guard, an der Börse derselben Stadt und in einer Versicherung. Van Enger begann seine filmische Laufbahn 1911 bei der Filmentwicklung im Labor und war in dieser Funktion mehrere Jahre lang bei den Firmen Universal Studios und 20th Century Fox angestellt. 1918 startete er seine Tätigkeit als Kameramann in der Einheit des Second-Unit-Regisseurs und Regieassistenten Clarence Brown bei Inszenierungen von Maurice Tourneur. Van Enger fotografierte 1920 auch Browns erste eigene Filmregie The Great Redeemer.
Anschließend fand er Anstellung bei zwei Filmen der französischen Stummfilmkomikers Max Linder (Sei mein Weibchen, Sieben Jahre Pech) sowie bei einigen Werken von Raoul Walsh und Fred Niblo. Charles Van Enger stand auch bei sämtlichen Stummfilmen Ernst Lubitschs hinter der Kamera, die dieser für Warner Bros. inszenierte (Die Ehe im Kreise, Das verbotene Paradies, Drei Frauen, Küß mich noch einmal, Lady Windermeres Fächer). 1924, auf dem Gipfel seiner Karriere, schuf Van Enger überdies die stimmungsvollen Bilder des Horrorfilmklassikers Das Phantom der Oper mit Lon Chaney senior.
Bereits zum Ende der Stummfilmzeit befand sich Van Engers Karriere im steilen Sinkflug, und auch seine Übersiedlung nach London, wo er nach einem interessanten Start (Ich war Spion (1933) mit Conrad Veidt) nur noch Zweitrangiges für Gaumont British und Gainsborough fotografieren durfte, blieb Van Enger, trotz Mitgliedschaft in der Royal Photographic Society, ein B-Film-Kameramann. Nach einem Abstecher für zwei Filme nach Frankreich (1936) kehrte er 1937 in die USA zurück. Dort wurde der einstige Lubitsch-Kameramann fast nur noch für Billigstfilmchen, darunter mehrere Abbott & Costello-Lustspiele und Sherlock-Holmes-Programmer mit Basil Rathbone, eingesetzt. Nach seinem Rückzug vom Kinofilm 1958 stand Charles Van Enger bis zur Vollendung seines 75. Lebensjahres nur noch bei Fernsehproduktionen – überwiegend Serien – hinter der Kamera.

## Filmografie
- 1918: Rose of the World
- 1919: Victory
- 1920: Der Schatz des Piraten (Treasure Island)
- 1920: Der letzte Mohikaner (The Last of the Mohicans)
- 1921: Sei mein Weibchen (Be My Wife)
- 1921: Sieben Jahre Pech (Seven Years Bad Luck)
- 1922: A Doll’s House
- 1922: Salome (Salomé)
- 1922: Kindred of the Dust
- 1923: Martyrium der Liebe (The Christian)
- 1923: Die Frau im Feuer (The Famous Mrs. Fair)
- 1923: Ein Mädchen und drei alte Narren (Three Wise Fools)
- 1924: Kinder der Freude (Daughters of Pleasure)
- 1924: Die Ehe im Kreise (The Marriage Circle)
- 1924: Ralphs nächtliche Abenteuer (Broadway After Dark)
- 1924: Drei Frauen (Three Women)
- 1924: Das verbotene Paradies (Forbidden Paradise)
- 1924: Wer war der Vater? (Name the Man)
- 1925: Das Phantom der Oper (The Phantom of the Opera)
- 1925: Küß’ mich noch einmal (Kiss Me Again)
- 1925: Die Parade des Todes (The Big Parade) (ungenannt)
- 1925: Lady Windermeres Fächer (Lady Windermere's Fan)
- 1926: Paradise
- 1926: Puppets
- 1926: Giftmischer (Easy Pickings)
- 1927: Spanisches Blut (The Sea Tiger)
- 1927: Framed
- 1927: The Chorus Kid
- 1928: Domestic Troubles
- 1928: Homesick
- 1928: None But the Brave
- 1929: Apollo! Apollo! (Fox Movietone Follies of 1929)
- 1929: Hilfe, Haupttreffer! (Hot for Paris)
- 1929: Words and Music
- 1930: High Society Blues
- 1930: Der unheimliche Kavalier (One Mad Kiss)
- 1931: Mad Parade
- 1931: The Avenger
- 1933: Ich war Spion (I Was a Spy)
- 1933: Aunt Sally
- 1934: My Song for You
- 1934: In Town Tonight
- 1935: Boys Will be Boys
- 1935: The Secret of Gabriel Perry
- 1936: Where There’s a Will
- 1936: Seven Sinners
- 1936: Ménilmontant
- 1936: Messieurs le rond-de-cuir
- 1937: Wife, Doctor and Nurse
- 1939: A Miracle on Main Street
- 1939: Half a Sinner
- 1940: Slightly Tempted
- 1940: Lucky Devils
- 1940: San Francisco Dock
- 1941: The Masked Rider
- 1941: Gib einem Trottel keine Chance (Never Give a Sucker an Even Break)
- 1941: Hello Sucker
- 1941: Arizona Cyclone
- 1942: The Silver Bullet
- 1942: Night Monster
- 1942: Moonlight in Havana
- 1943: Abbott und Costello auf Glatteis (Hit the Ice)
- 1943: Gespenster im Schloß (Sherlock Holmes Faces Death)
- 1943: Crazy House
- 1943: Das Spinnennest (The Spider Woman)
- 1944: Ghost Catchers
- 1944: The Merry Monahans
- 1944: Night Club Girl
- 1945: Frisco Sal
- 1945: Honeymoon Ahead
- 1946: Zwei Sprengstoffverkäufer (Little Giant)
- 1946: Strange Conquest
- 1946: The Ghost Steps Out
- 1947: Zwei trübe Tassen – vom Militär entlassen (Buck Private Comes Home)
- 1947: Die Wildwest-Witwe (The Wistful Widow of Wagon Gap)
- 1948: Strick am Hals (The Noose Hangs High)
- 1948: Abbott und Costello treffen Frankenstein (Abbott and Costello Meet Frankenstein)
- 1948: Im Lande der Kakteen (Mexican Hayride)
- 1948: Verrücktes Afrika (Africa Screams)
- 1949: Abbott and Costello Meet the Killer
- 1950: Verfemt (The Kid from Texas)
- 1951: Burg der Rache (Lorna Doone)
- 1951: Die Braut des Gorilla (Bride of the Gorilla)
- 1951: Two Dollar Better
- 1951: Kid Monk Baroni
- 1952: And Now Tomorrow
- 1952: The Magnetic Monster
- 1953: Jagdstaffel z.b.V. (Sabre Jet)
- 1953: Combat Squad
- 1954: Captain Kidd und das Sklavenmädchen (Captain Kid and the Slave Girl)
- 1954: Das letzte Gefecht (Sitting Bull)
- 1954: Verrat am Khyberpaß (Khyber Patrol)
- 1955: Auf den Schienen zur Hölle (Timetable)
- 1956: Magnificent Roughnecks
- 1956: Duell im Sattel (The Brass Legend)
- 1957: Die Faust des Satans (Gun Fever)
- 1958: Men Against Speed
- 1958: Broken Arrow (Fernsehserie)
- 1958: Der Mann ohne Colt (Man Without a Gun) (Fernsehserie)
- 1959: Highway Patrol (Fernsehserie)
- 1959–1960: The Betty Hutton Show (Fernsehserie)
- 1960–1962: Lassie (Fernsehserie)
- 1965: O.K. Crackerby! (Fernsehserie)
- 1966: My Mother the Car (Fernsehserie)